# The Librarian: Quest for the Spear
The Librarian: Quest for the Spear är en amerikansk äventyrs-action från  2004 i regi av Peter Winther med Noah Wyle i huvudrollen som Flynn Carsen. Filmen, som släpptes direkt på DVD, hade Sverigepremiär den 19 oktober 2005 och är skriven av David N. Titcher.

## Handling
Djupt nere i de mörka källargångarna under biblioteket döljer sig ett hemligt förvaringsställe för ovärderliga konstskatter. Den unge nyanställde bokmalen Flynn Carsen (Noah Wyle) ställs inför en svår uppgift då Ödets spjut, en av tre delar av spjutet, blir stulet från det hemliga stället. Om alla tre delarna av spjutet sammanfogas kommer spjutets innehavare att få obegränsad makt över jordens öde. Inte blir det lättare för unge Flynn Carsen att återföra spjutet då han har det mordiska brödraskapet "Serpent" i hälarna som inget hellre vill än att få tag på alla tre delarna till spjutet.
Jakten går genom Amazonas djupa regnskogar, över Himalayas berstoppar och till det mytomspunna Shangri-La.

## Rollista
- Noah Wyle - Flynn Carsen
- Sonya Walger - Nicole Noone
- Bob Newhart - Judson
- Kyle MacLachlan - Edward Wilde
- Kelly Hu - Lana
- David Dayan Fisher - Rhodes
- Jane Curtin - Charlene
- Olympia Dukakis - Margie Carsen
- Lisa Brenner - Debra